# Colinèrgic

El catió N,N,N-trimetiletanolamoni, amb un contraió no definit, X^{−}

Acetilcolina

Colinèrgic, en anglès: Cholinergic, és un terme que es refereix a la colina (choline) que són diverses sals d'amoni quaternàries que contenen el catió colina (N,N,N-trimetiletanolamoni). La colina es troba en la majoria de teixits animals i és el principal component del neurotransmissor acetilcolina i funciona amb l'inositol com a constituent bàsic de la lecitina. Evita els dipòsits de greix en el fetge i facilita el moviment dels greixos dins les cèl·lules. Les fonts nutricionals més riques en colina són el fetge, els ronyons, el cervell, el germen de blat, el llevat de cervesa i el rovell d'ou.
Per tant, colinèrgic típicament es refereix a l'acetilcolina en el seu sentit neurològic. Del sistema nerviós parasimpàtic se'n diu que és gairebé exclusivament colinèrgic.
En la neurociència el terme colinèrgic es fa servir en els contexts de:
- Una substància o un lligand bioquímic si és capaç de produir, alterar o alliberar acetilcolina. Les interaccions entre lligands i receptors colinèrgics són moltes i de naturalesa molt diversa.[2] Algunes d'elles, per exemple, intervenen de forma essencial en la gènesi del tabaquisme.[3]
- Un receptor bioquímic és colinèrgic si usa acetilcolina com a neurotransmissor seu.[4]
- Una sinapsi és colinèrgica si usa acetilcolina com a neurotransmissor seu.

## Agents colinèrgics

### Estructura i activitat dels agents colinèrgics
1. La molècula ha de tenir un àtom de nitrogen capaç de portat una càrrega positiva, preferentment una sal d'amoni quaternària.
2. Per a la màxima potència, la mida dels grups alquil substituïts en el nitrogen no ha d'excedir la mida del grup metil.
3. La molècula ha de tenir un àtom d'oxigen.
4. Hauria d'haver una unitat de dos carbonis entre l'àtom d'oxigen i l'àtom de nitrogen.
Es considera agent colinèrgic qualsevol fàrmac, agonista o antagonista, que afecti el cicle vital i/o l'acció de l'acetilcolina o que modifiqui la supervivència de les neurones colinèrgiques i la funcionalitat de les seves sinapsis. En els tractats de Farmacologia antics aquest terme sovint s'assimilava al d'agonista muscarínic, un fet que no es correspon amb els coneixements actuals.

## Hipòtesi d'una relació entre la malaltia d'Alzheimer i el dèficit colinèrgic
A mesura que en la recerca s'ha focalitzat en el desequilibri dels neurotransmissors com la causa de l'Alzheimer, s'han assajat teràpies, que no sempre han resultat efectives, segons la hipòtesi de la reducció de l'acetilcolina. Des dels anys 90 s'han dissenyat nombrosos compostos dirigits a corregir la pèrdua de la funció colinèrgica presinàptica. Alguns han mostrat ser eficaços retardant la progressió de la malaltia. A Europa, el donepezil, la galantamina i la rivastigmina, tots ells fàrmacs inhibidors de la colinesterasa, s'utilitzen per tractar els símptomes cognitius de l'Alzheimer.
S'ha observat que en la fase preclínica d'aquesta malaltia el dèficit colinèrgic pre i post sinàptic cortical és proporcional a la presència i densitat de plaques amiloides. Basant-se en aquest fet, ha estat desenvolupat un mètode pupil·lomètric que fa possible la detecció i avaluació precoç del trastorn.